# ترابکتدین
ترابکتدین (انگلیسی: Trabectedin) با نام تجاری یوندلیس یک داروی شیمی‌درمانی برای درمان برخی تومورهاست.
این دارو در اروپا، روسیه و کره جنوبیجهت درمان سارکوم بافت نرم تأیید شده‌است. ترابکتدین در ترکیب با دوکسورابیسین لیپوزومال (Doxil) در درمان سرطان تخمدان هم استفاده می‌شود.
پژوهش‌هایی جهت استفاده از ترابکتدین در درمان سرطان پستان، سرطان پروستات و سارکوم‌های دوران کودکی در حال انجام است.